# Stařečská pahorkatina
Stařečská pahorkatina je geomorfologický okrsek v severozápadní části Jaroměřické kotliny, ležící v okrese Třebíč v kraji Vysočina.

## Poloha a sídla
Okrsek se rozkládá zhruba v trojúhelníku mezi obcemi Vícenice (na jihu), Přibyslavice (na severu) a Klučov (na východě). Uvnitř okrsku se nacházejí městyse Rokytnice nad Rokytnou, Okříšky a Stařeč.

## Charakter území
Úpatní pahorkatina s pedimenty vybíhající v úzký hřbet se suky Mikulovická hora, Hošťanka a Klučovská hora, oddělující navzájem Třebíčskou a Moravskobudějovickou kotlinu, tvořená žulami, durbachity a křemennými syenity třebíčsko-meziříčského plutonu, cordieritickými migmatity pláště a biotiticko-sillimanitickými pararulami moldanubika. Pahorkatina je středně zalesněná, smrkové a borové porosty, vzácně smíšené lesy, převládají pole.

## Geomorfologie
Okrsek Stařečská pahorkatina (dle značení Jaromíra Demka IIC-7C-1) náleží do celku Jevišovická pahorkatina a podcelku Jaroměřická kotlina.
Pahorkatina sousedí se dvěma okrsky Brtnické vrchoviny (Zašovický hřbet na západě a Čechtínská vrchovina na severu), se dvěma okrsky Jaroměřické kotliny (Třebíčská kotlina na severovýchodě a Moravskobudějovická kotlina na jihu) a s jedním okrskem Znojemské pahorkatiny (Hrotovická pahorkatina na východě).

## Významné vrcholy
Nejvyšším vrcholem Stařečské pahorkatiny je Zadní hora (633,5 m n. m.).
- Zadní hora (634 m)
- Markvartický vrch (607 m)
- Klučovská hora (595 m)
- Záhoří (590 m)
- Mikulovická hora (586 m)
- Horní hora (583 m)
- Tašky (582 m)
- Brdo (580 m)
- Kozí vrch (575 m)
- Hošťanka (573 m)
- Pekelný vrch (570 m)
- Svatý Vít (557 m)
- Čichna (538 m)
- Rejsův kopec (531 m)
- Lukovská hora (525 m)
- Přední úvary (524 m)
- Na kopci (521 m)
- Strážka (517 m)
- Krahulovský kopec (505 m)
- Hajný (504 m)